# Boyne River (Korallenmeer)
Der Boyne River  ist ein Küstenfluss im Südosten des australischen Bundesstaates Queensland.

## Geographie

### Flusslauf
Der Fluss entspringt rund zehn Kilometer nordöstlich der Kleinstadt Bullyan in der nördlichen Bobby Range. Von dort fließt er zunächst nach Südwesten bis Many Peaks, wo er seinen Lauf nach Norden wendet. Er passiert den Castle-Tower-Nationalpark und bildet nördlich davon den Lake Awoonga, einen Stausee, der etwa 30 Kilometer südlich der Küstenstadt Gladstone liegt und sie mit Trinkwasser versorgt. Den Stausee verlässt er wieder Richtung Nordosten, unterquert den Bruce Highway bei Riverview und mündet zwischen den Kleinstädten Boyne Island und Tannum Stands, rund 15 Kilometer südöstlich von Gladstone, in das Korallenmeer.

### Nebenflüsse mit Mündungshöhen
- Glassford Creek – 118 m
- Deception Creek – 116 m
- Station Creek – 105 m
- Blackmans Creek – 98 m
- Ridler Creek – 83 m
- Ubobo Creek – 72 m
- Degulgil Creek – 63 m
- Oaky Creek – 62 m
- Norton Creek – 60 m
- Marble Creek – 48 m
- Eastern Boyne River – 41 m
- Diglum Creek – 41 m
- Iveragh Creek – 41 m[1]

### Durchflossene Stauseen
- Lake Awoonga – 41 m[1]

## Geschichte
Der Fluss wurde von John Oxley entdeckt und so benannt, da er ihn an den Fluss Boyne in Irland erinnerte. 1980 wurden die beiden Schwesterstädte Boyne Island und Tannum Sands durch eine Brücke verbunden.